# رشید صالح حمد
راشد صالح حمد (عربی: راشد صالح حمد العتبه؛ زادهٔ ۱۸ اکتبر ۱۹۸۷) تیرانداز اهل قطر است. وی در بازی‌های المپیک تابستانی ۲۰۰۸ و ۲۰۱۶ شرکت کرده‌است.